# Georg Klotz
Georg Klotz (San Leonardo in Passiria, 11 de setembro de 1919 – 24 de janeiro de 1976) foi um ferreiro sul-tirolês, militante no Befreiungsausschuss Südtirol (BAS - literalmente: Comitê pela libertação do Tirol do Sul).

## Biografia
Nascido em 1919 e trabalhando como ferreiro e vendedor de carvão, tinha o apelido de martelador do Val Passiria. Participou em vários atentados contra o Estado Italiano.
Durante a Segunda Guerra Mundial foi suboficial na Wehrmacht e serviu na Noruega, no Mar do Norte e em Stalingrado.
Segundo a opinião do professor Leopold Steurer, numa entrevista no jornal Alto Ádige "Os dinamitardos dos anos 60 «não representavam a sociedade sudtirolesa». Muitos deles, sobretudo os que nascream entre 1918 e 1921, foram na Wehrmacht e entraram nos Schützen. Georg Klotz seguiu este caminho.
Em 1950 casou com Rosa, com quem teve seis filhos. A mais velha Eva, hoje é deputada sudtirolesa e presidente do movimento Süd-Tiroler Freiheit (Liberdade Südtirolesa).
Foi preso em 9 de setembro 1964 na Austria e condenado em contumácia em 1969 pelo Tribunal de Milão a 52 anos de prisão..
O tribunal de Milão reconheceu a liderança dele no desastre de Malga Sasso.